# 大湖神庙
大湖神庙，位于中国广东省汕头市潮阳区海门镇湖边村，现为潮阳区文物保护单位，类型为古建筑，公布时间为1997年4月9日。
大湖神庙的历史年代为唐代。